# Mild ale

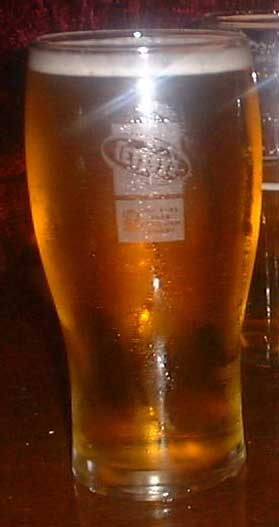
Una Mild Ale

La mild ale es uno de los estilos más antiguos de las ales (cervezas) de Inglaterra. Aunque originalmente el término se refería a una cerveza "joven" o no madura, hoy se refiere más bien a que tenga menos lúpulo y que se usa una cebada ligeramente malteada.

## Historia
Debido al aumento de la población en el siglo XVIII, algunos cerveceros empezaron a vender la cerveza antes de que esta estuviese lista, a un coste más bajo que las cervezas inglesas completamente maduradas que podrían requerir puesta en bodega en la botella por hasta un año.  Esta cerveza joven fue llamada mild. Era bastante amarga y fue mezclada a veces con la ale envejecida o "añeja" para hacer el producto potable. El cociente estándar 9 a 1 se conocía como porter's ale, por su popularidad y porque era asequible para la clase obrera.
Durante el siglo XIX la porter evolucionó en su propio estilo, mientras que los cerveceros desarrollaron recetas para las cervezas inglesas suaves que no requerían mezclarse con cervezas envejecidas para saber bien. La malta chocolateada, la harina de avena, el trigo torrefacto, y la cebada no malteada se convirtieron en ingredientes estándares para este estilo. Las nuevas variedades de lúpulo, menos amargas, y las nuevas levaduras hicieron los sabores menos amargos.
Hoy en día la mild ale es menos amarga, de cuerpo más ligero, pero más oscura que la brown ale. Algunos tradicionalistas tales como Camra consideran que la Mild es solamente una simple versión de la brown ale. Tradicionalmente la mild ale tenía un contenido en alcohol más alto que hoy, que ha disminuido con el paso de los años para evitar los impuestos de las cervezas con más graduación. La mild sigue siendo popular en País de Gales y en el noroeste de Inglaterra, pero es menos popular que la bitter en el resto del mundo.

## Mild ales
- Carlina’s Beer 🇺🇾 ( English dark Mild)
- Banks's Original
- Greene King XX Mild
- Sarah Hughes Dark Ruby Mild
- Theakston's Mild
- Timothy Taylor's Golden Best (a light mild)
- Timothy Taylor's Dark Mild
- Tolly Mild
- Hercules Proper Chinwag (Mild)